# Moosberghütte
Die Moosberghütte ist eine Schutzhütte der Sektion Weserland des Deutschen Alpenvereins (DAV). Sie liegt im Solling in Deutschland. Es handelt sich um eine Selbstversorgerhütte ohne Bewirtschaftung.

## Geschichte
Die Sektion Weserland wurde am 19. März 1926 in Höxter als Sektion Weserland des Deutschen und Österreichischen Alpenvereins (DuOeAV) gegründet. Nach der Gründung der Sektion war das Fernziel der Bau einer eigenen Mittelgebirgshütte. Im Vordergrund stand zunächst die Suche nach einem geeigneten und ansprechenden Grundstück. Zur vorwiegenden Nutzung durch die Sektionsmitglieder bestimmt, war ein nicht allzu weit von Höxter und Holzminden, aus dem ebenfalls viele Mitglieder stammten, liegendes Grundstück gefragt. Ein Sektionsmitglied fand ein geeignetes Gelände in Silberborn. Man entschloss sich für einen 1000 m² großen Bauplatz am Moosberg, den die Sektion von der Gemeinde Silberborn am 11. September 1958 erstand. Am 25. Juni 1960 wurde der erste Spatenstich ausgeführt. Bereits am 3. Dezember 1960 wurde Richtfest gefeiert. Ab Dezember 1962 konnte die Hütte genutzt werden. Die offizielle Einweihungsfeier fand erst am 29. September 1963 statt. Das späte Datum wurde mit Rücksicht auf die Ferienzeit gewählt, damit möglichst viele Sektionsmitglieder teilnehmen konnten.

## Lage
Die Moosberghütte liegt in Silberborn einem Ortsteil von Holzminden im Landkreis Holzminden in Niedersachsen.

## Zustieg
- Es existiert ein Parkplatz vor dem Haus.

## Tourenmöglichkeiten
- Hochsolling-Erlebniswanderung, Wanderung, Weserbergland, 18,3 km, 6 Std.
- Vom Hochmoor ins Tal der Lieder (Hs 2), Wanderung, Solling-Vogler-Region, 17 km, 5 Std.
- Sollinghöhen (HS 1) Wanderung, Solling-Vogler-Region, 20,6 km, 6 Std.
- Weserberglandweg, 13 Etappen, Solling-Vogler-Region
- Hochmoorgeist (S 1), Wanderung, Solling-Vogler-Region, 8,5 km, 2,5 Std.
- Um das Torfmoor (S 2), Wanderung, Solling-Vogler-Region, 6,5 km, 2 Std.
- Silberborner Sollingrunde 1 – bei Elfen und Trollen in Moor und Wald, Wanderung, Weserbergland, 11,4 km, 3 Std.
- Durch Wald und Wiesen bei Silberborn, Wanderung, Weserbergland, 14,2 km, 6,2 Std.
- Vom Hochmoor ins Tal der Lieder nach Hellental, Wanderung, Weserbergland, 17,9 km, 5 Std.[3]

## Klettermöglichkeiten
- Klettern im Weserbergland.[4]
- Klettern im Solling.[5]

## Karten
- Weserbergland Nördlicher Teil: Minden, Holzminden Landkarte, Gefaltete Karte Maßstab 1:50.000. ISBN 978-3-86973-072-1
- Weserbergland I: Holzminden, Hann.-Münden Rad- und Wanderkarte Maßstab 1:50.000 Landkarte, Gefaltete Karte. ISBN 978-3-937929-93-4
- Weserbergland II: Minden, Holzminden Rad- und Wanderkarte, Maßstab 1:50.000, Landkarte Gefaltete Karte. ISBN 978-3-937929-94-1